# Clare Parnell
Pour les articles homonymes, voir Parnell.
Clare Elizabeth Parnell (née en 1970) est une astrophysicienne et mathématicienne appliquée britannique qui étudie les mathématiques du soleil et des champs magnétiques, y compris la couronne solaire et le tapis magnétique du soleil, la reconnexion magnétique dans le plasma et les points nuls (en) des champs magnétiques. Elle est professeure de mathématiques à l'université de St Andrews et ancienne chef de la Division des mathématiques appliquées de cette université.

## Formation et carrière
Clare Parnell naît dans l'Essex en 1970. Elle fait ses études secondaires dans le Wiltshire, à la Ridgeway School à Wroughton puis au Swindon Technical College. Elle s'inscrit en 1988 à l'université du pays de Galles à Cardiff, où elle prépare une licence en mathématiques, physique et chimie, mais elle se spécialise en mathématiques au bout d'une année. Elle obtient son diplôme en 1991, avec une mention très bien. Elle s'inscrit alors à l'université de St Andrews pour réaliser un doctorat en physique solaire théorique. Elle soutient sa thèse intitulée Models of X-ray bright points and cancelling magnetic features en 1994, sous la direction de Eric Ronald Priest.  
Elle est chercheuse postdoctorale de 1994 à 2002 à l'université de St Andrews, à l'exception d'une année de recherches à l'université Stanford en 1996-1997. Elle est nommée maître de conférences à St Andrews en 2002 et est promue professeur en 2011. Elle est chef de la Division des mathématiques appliquées à St Andrews de 2009 à 2013.

## Distinctions
- 2006 : prix Fowler décerné par la Royal Astronomical Society pour les premières réalisations en astronomie et géophysique pour ses recherches sur la façon dont la couronne solaire est chauffée[6].
- 2007 : prix Philip-Leverhulme pour son travail sur la physique solaire[7].

## Vie privée
Parnell est une alpiniste passionnée et a choisi l'université du pays de Galles en partie pour la proximité de montagnes. Durant ses trois années d'études doctorales à St Andrews, elle devient une « munroïste », c'est-à-dire une alpiniste qui a escaladé les 277 sommets écossais dont la hauteur est supérieure à 3 000 ft (914,4 m) inscrits comme munros,. Elle est mariée et a deux enfants.